# Élizabeth Turgeon
 (juin 2023).
La mise en forme du texte ne suit pas les recommandations de Wikipédia : il faut le « wikifier ».
Les points d'amélioration suivants sont les cas les plus fréquents. Le détail des points à revoir est peut-être précisé sur la page de discussion.
- Les titres sont pré-formatés par le logiciel. Ils ne sont ni en capitales, ni en gras.
- Le texte ne doit pas être écrit en capitales (les noms de famille non plus), ni en gras, ni en italique, ni en « petit »…
- Le gras n'est utilisé que pour surligner le titre de l'article dans l'introduction, une seule fois.
- L'italique est rarement utilisé : mots en langue étrangère, titres d'œuvres, noms de bateaux, etc.
- Les citations ne sont pas en italique mais en corps de texte normal. Elles sont entourées par des guillemets français : « et ».
- Les listes à puces sont à éviter, des paragraphes rédigés étant largement préférés. Les tableaux sont à réserver à la présentation de données structurées (résultats, etc.).
- Les appels de note de bas de page (petits chiffres en exposant, introduits par l'outil «  Source ») sont à placer entre la fin de phrase et le point final[comme ça].
- Les liens internes (vers d'autres articles de Wikipédia) sont à choisir avec parcimonie. Créez des liens vers des articles approfondissant le sujet. Les termes génériques sans rapport avec le sujet sont à éviter, ainsi que les répétitions de liens vers un même terme.
- Les liens externes sont à placer uniquement dans une section « Liens externes », à la fin de l'article. Ces liens sont à choisir avec parcimonie suivant les règles définies. Si un lien sert de source à l'article, son insertion dans le texte est à faire par les notes de bas de page.
- La présentation des références doit suivre les conventions bibliographiques. Il est recommandé d'utiliser les modèles {{Ouvrage}}, {{Chapitre}}, {{Article}}, {{Lien web}} et/ou {{Bibliographie}}. Le mode d'édition visuel peut mettre en forme automatiquement les références.
- Insérer une infobox (cadre d'informations à droite) n'est pas obligatoire pour parachever la mise en page.

Pour une aide détaillée, merci de consulter Aide:Wikification.
Si vous pensez que ces points ont été résolus, vous pouvez retirer ce bandeau et améliorer la mise en forme d'un autre article.
Élizabeth Turgeon, née en 1951 à Amos (Québec, Canada), est une écrivaine jeunesse canadienne. Ses romans ont pour cadre l'Amérique, l'Europe, l'Asie et l'Afrique. Ils  traitent de sujets aussi variés que le bouddhisme, les sciences, la paléontologie, l'histoire de l'art, l'Intelligence artificielle, la géographie, les Incas, les Mayas et les mécanismes d'endoctrinement.
Elle est inscrite au programme La culture à l'école (Répertoire de ressources culture-éducation).
Élizabeth Turgeon est membre de l'Union des écrivaines et écrivains québécois (UNEQ) et de Communication-Jeunesse

### Romans jeunesse 12 ans et plus
- Cartel sous enquête, éditions Hurtubise, collection « Atout », Montréal : octobre 2022, 234 pages.
- Les Fous de l'Île, éditions Hurtubise, collection « Atout », Montréal : octobre 2021, 250 pages.
- Athéna, éditions Hurtubise, collection « Atout », Montréal : mars 2020, 256 pages[5],
- Opération VOX, Bayard Canada, collection « Crypto », Montréal, parution : mars 2019, 320
- s,  (ISBN 978-2-8977-0213-7).
- Trafic Fatal, Bayard Canada, collection « Crypto », Montréal, parution : 8 mars 2018, 317 pages,  (ISBN 978-2-8977-0130-7).
- Rohingyas, Les Éditions du Boréal, collection Boréal Inter, Montréal, parution : 20 février 2018, 224 pages,  (ISBN 978-2-7646-2527-9).
- Captive, éditions Hurtubise, collection « Atout », Montréal : mars 2016, 306 pages,  (ISBN 978-2-8972-3742-4).
- La prochaine fois, ce sera toi, Soulières Éditeur, collection « Graffiti », parution : septembre 2015, 274 pages,  (ISBN 978-2-8960-7339-9).
- Lili Moka, Les Éditions du Boréal, collection « Boréal Inter », Montréal, arution : novembre 2014, 192 pages,  (ISBN 978-2-7646-2355-8).
- Les Pierres silencieuses, Les Éditions du Boréal, collection « Boréal Inter », Montréal, parution : 25 mars 2014, 186 pages,  (ISBN 978-2-7646-2318-3).
- Le Baiser du lion, éditeur : Éditions Hurtubise, collection « Atout », Montréal, parution : mars 2013, 290 pages,  (ISBN 978-2-89723-140-8).
- Destins croisés, Les Éditions du Boréal, collection « Boréal Inter », Montréal, parution : 12 mars 2013, 200 pages,  (ISBN 978-2-7646-2220-9).
- La Révolte, Les Éditions du Boréal, collection « Boréal Inter », Montréal, parution : 20 mars 2012, 194 pages,  (ISBN 978-2-7646-2156-1)
- Le Toucan, Les Éditions du Boréal, collection « Boréal Inter », Montréal, parution: 12 avril 2011, 128 pages,  (ISBN 978-2-7646-2091-5)

### Une série pour les 9 ans et plus: Les Aventuriers des mondes perdus
Anna et Diégo accompagnent leur mère Jane Calas ainsi qu’un groupe de scientifiques dans un périple autour du monde. Leur projet consiste à visiter les sites où se sont développées de grandes civilisations afin de tenter de résoudre les mystères qui subsistent.
- Le Trésor de Jordanie, Les Aventuriers des mondes perdus, Héritage Jeunesse, collection Sirius, Montréal, 2023, 191 pages.
- Le Secret de Nazca, Éditions Héritage, collection Sirius, Montréal, parution : octobre 2020, 176 pages[6].
- Vol à l'île de Pâques, Éditions Héritage, collection Sirius, Montréal, parution : mars 2022, 204 pages.

### Romans jeunesse 7 ans et plus
- Panique au Chalet[7], Éditions Héritage, collection Frissons, Montréal, parution : janvier 2020, 96 pages. À partir de 8 ans.
- La Réglisse rouge, co-auteure : Eve Turgeon Better, Illustrateur : Pascal Colpron, Soulières Éditeur, collection « Chat de gouttière », Saint-Lambert, parution : janvier 2015, 152 pages,  (ISBN 978-2-8960-7316-0).
- Le méchant chien, Les Éditions Héritage, collection P’tites frousses, Saint-Lambert, 2023, 48 pages,  (ISBN 9782898411243).

### Nouvelle
- Ma carpe de fête du collectif 13 peurs, publié chez Bayard Canada, 2015, 128 pages,  (ISBN 978-2-8957-9682-4) note 5